# Comuna Velîki Kopani, Oleșkî
Velîki Kopani (în ucraineană Великі Копані) este o comună în raionul Oleșkî, regiunea Herson, Ucraina, formată din satele Dobrosillea și Velîki Kopani (reședința).

## Demografie
Componența lingvistică a comunei Velîki Kopani
     Ucraineană (90,66%)
     Rusă (6,73%)
     Alte limbi (0,63%)
Conform recensământului din 2001, majoritatea populației comunei Velîki Kopani era vorbitoare de ucraineană (90,66%), existând în minoritate și vorbitori de rusă (6,73%) și armeană (1,77%).